# Torrente 4: Lethal Crisis
Pour les articles homonymes, voir Torrente (film).
Pour plus de détails, voir Fiche technique et Distribution.
Torrente 4: Lethal Crisis est un film espagnol réalisé par Santiago Segura, sorti en 2011. 
C'est le quatrième film de la série Torrente.
On note l'apparition de nombreuses guest stars, dont les footballeurs Sergio Agüero, Cesc Fàbregas, Gonzalo Higuaín, Sergio Ramos, Álvaro Arbeloa et Raúl Albiol.
Le film a rapporté 19 137 895 € en Espagne.

## Fiche technique
- Réalisation : Santiago Segura
- Production : Santiago Segura
- Scénario : Santiago Segura
- Musique : Roque Baños
- Chanson du générique : David Bisbal

## Distribution
- Santiago Segura
- Kiko Rivera
- Tony Leblanc
- Enrique Villén
- Francisco González
- Yon González
- David V Muro
- Señor Barragán
- Cañita Brava
- Xavier Deltell
- Emma Ozores
- Yolanda Ramos
- Belén Esteban
- Maria Lapiedra
- David Fernández Ortiz
- Kiko Matamoros
- Alberto Sevillano de los Rios
- Luis Miguel Luengo
- Joselito